# Dziesięć lat życia
Dziesięć lat życia (ang. Quality Street) – amerykański film z 1937 roku w reżyserii George’a Stevensa.

## Obsada
- Katharine Hepburn
- Franchot Tone
- Eric Blore

## Nagrody i nominacje
| Nazwa nagrody | Wygrane            | Nominacje                      |
| ------------- | ------------------ | ------------------------------ |
| Oscar         | 1938 bez rezultatu | 1938 Najlepsza muzyka Roy Webb |